# Etyszkiet

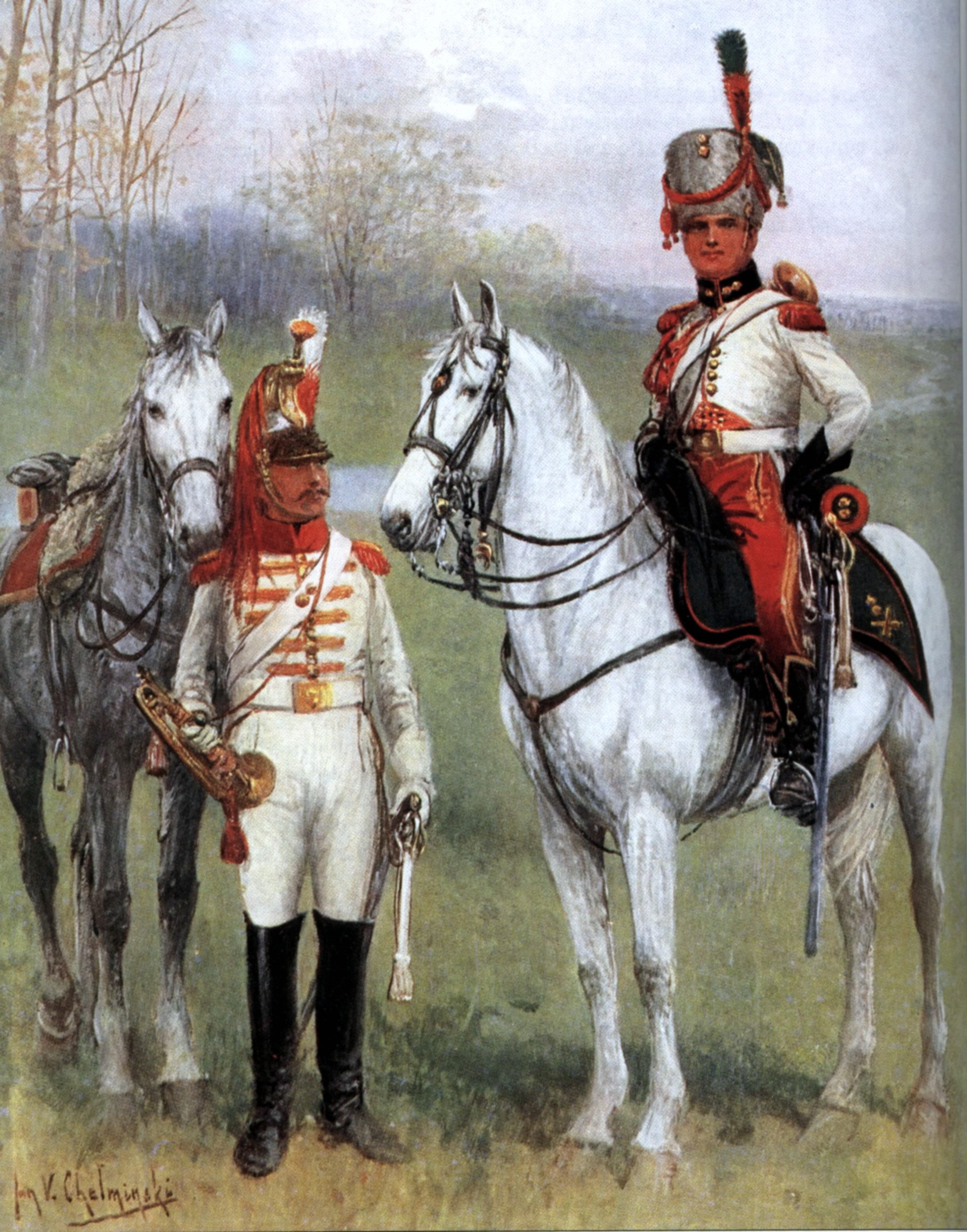
Etyszkiet przy czapce trębacza

Etyszkiet – sznur przy czapce lub kaszkiecie z  płaską, ozdobną plecionką z chwastem.
Etyszkiet przypięty do ramienia zapobiegał zgubieniu nakrycia głowy podczas szarży.
Był też ozdobą kurtki ułańskiej, a później oznaką orkiestrantów w jeździe i w artylerii konnej.